# ريك باي
ريك باي (بالإنجليزية: Rick Bay)‏ هو لاعب كرة قدم أمريكية أمريكي، ولد في عقد 1940.

## وصلات خارجية
- الموقع الرسمي